# Une question d'heure
 (juillet 2025).
Pour plus de détails, voir Fiche technique et Distribution.
Une question d'heure est un court métrage français réalisé par Victor Vicas, sorti en 1947.

## Synopsis
Des mariniers cherchent une solution pour transporter des cargaisons le plus rapidement possible de Paris à Gand.

## Fiche technique
- Titre : Une question d'heure
- Titre international : A Matter of Time
- Société de production : Le Monde en Images
- Réalisateur : Victor Vicas
- Musique : Claude Arrieu
- Directeur de production : Henri Lavorel
- Durée : 22 minutes